# Feliú en Vivo
Feliú en Vivo es un álbum en vivo de Santiago Feliú, que fue grabado en un concierto dentro del Teatro Amadeo Roldán en La Habana, los días 20 y 21 de enero de 2000.

## Lista de canciones
1. Seis menos cuarto
2. Búscame (sobrevolando un sueño)
3. De escudo
4. Para ti
5. Guitacanturreando
6. Ayer, Pasado Mañana (coautoría con Joaquín Sabina)
7. Para Bárbara
8. Batallas Sobre Mí
9. La Ilusión
10. Balada
11. Bolero
12. Mickey y Mallory
13. Sedante
14. En este barrio (Autor: José Luis Mezo Bigarrena)
15. Mi mujer está muy sensible
16. Futuro inmediato

- Datos: Q5858594